# 皮德利斯基 (日達喬夫區)
49°21′36″N 24°21′23″E / 49.36000°N 24.35639°E

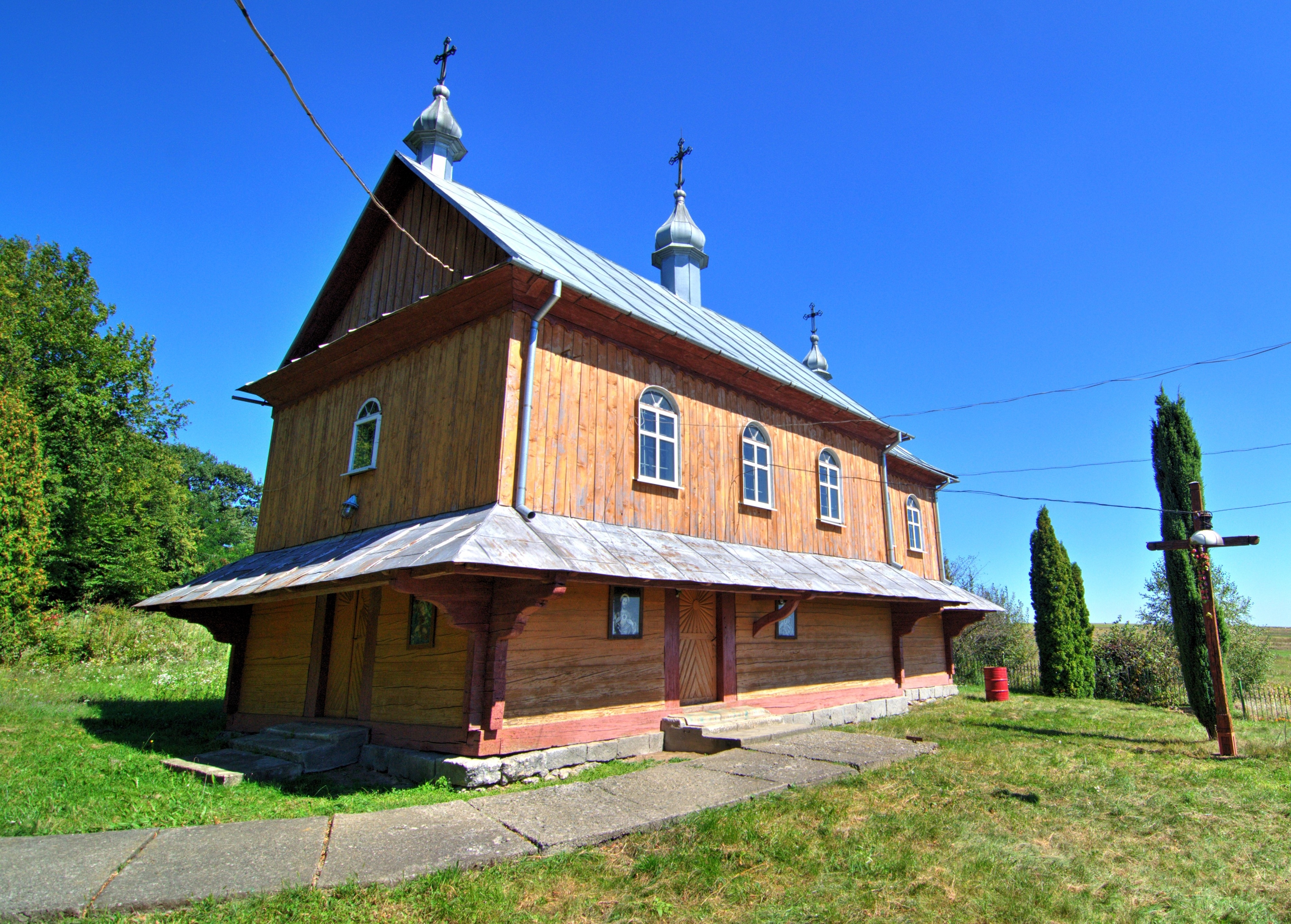

皮德利斯基（烏克蘭語：Підліски），是烏克蘭西部的村莊，隸屬利維夫州的斯特雷區。該村面積0.9平方公里，海拔高度285米，2001年人口185，人口密度每平方公里205.56人。